# Autocesta A3 (Slovenija)
Avtocesta A3 (hrv.: Autocesta A3) je autocesta u Sloveniji. Vodi od Čvora Gabrk kod Divače preko Sežane do Fernetiča na granici s Italijom. Njezina međunarodna oznaka, koja apostrofira njezinu važnost, je E61 i E70.

## Čvorovi, izlazi i odmorišta
| Gabrk – Fernetiči (12,2 km)   |         |                                     |                                     |                                     |
| Čvor                          | 0,0 km  | Čvor Gabrk                          |                                     | A1 → Ljubljana/Koper                |
| Benzinska postaja             | x km    | Počivališče Povir                   | Počivališče Povir                   | Petrol / Petrol                     |
| (1)                           | x km    | Sežana istok                        |                                     |                                     |
| Tunel                         |         | Tunel Tabor                         | Tunel Tabor                         | Tunel - 289 / 281 m                 |
| (2)                           | x km    | Sežana zapad                        |                                     |                                     |
| Benzinska postaja · Odmorište | x km    | Počivališče Fernetiči               | Počivališče Fernetiči               | OMV / OMV                           |
| (3)                           | x km    | Fernetiči                           |                                     |                                     |
| Granični prijelaz             | 12,2 km | G.P. Fernetiči (SLO) – Fernetti (I) | G.P. Fernetiči (SLO) – Fernetti (I) | G.P. Fernetiči (SLO) – Fernetti (I) |
| → Venecija, Italija           |         |                                     |                                     |                                     |

## Vanjske poveznice
- Tijek autoceste A3 na motorways-exits.com
- Web stranica DARS-a (slovenski/engleski)  Arhivirana inačica izvorne stranice od 27. travnja 2011. (Wayback Machine)